# Lindernia aprica
Lindernia aprica é uma espécie botânica do gênero Lindernia pertencente à família Linderniaceae.